# Кордия двенадцатитычиночная
Кордия двенадцатитычиночная (лат. Cordia dodecandra), также называемая цирикоте, зирикоте и сирикоте, — произрастающее в Центральной Америке дерево из рода Кордия (Cordia) семейства Кордиевые (Cordiaceae).

## Ботаническое описание

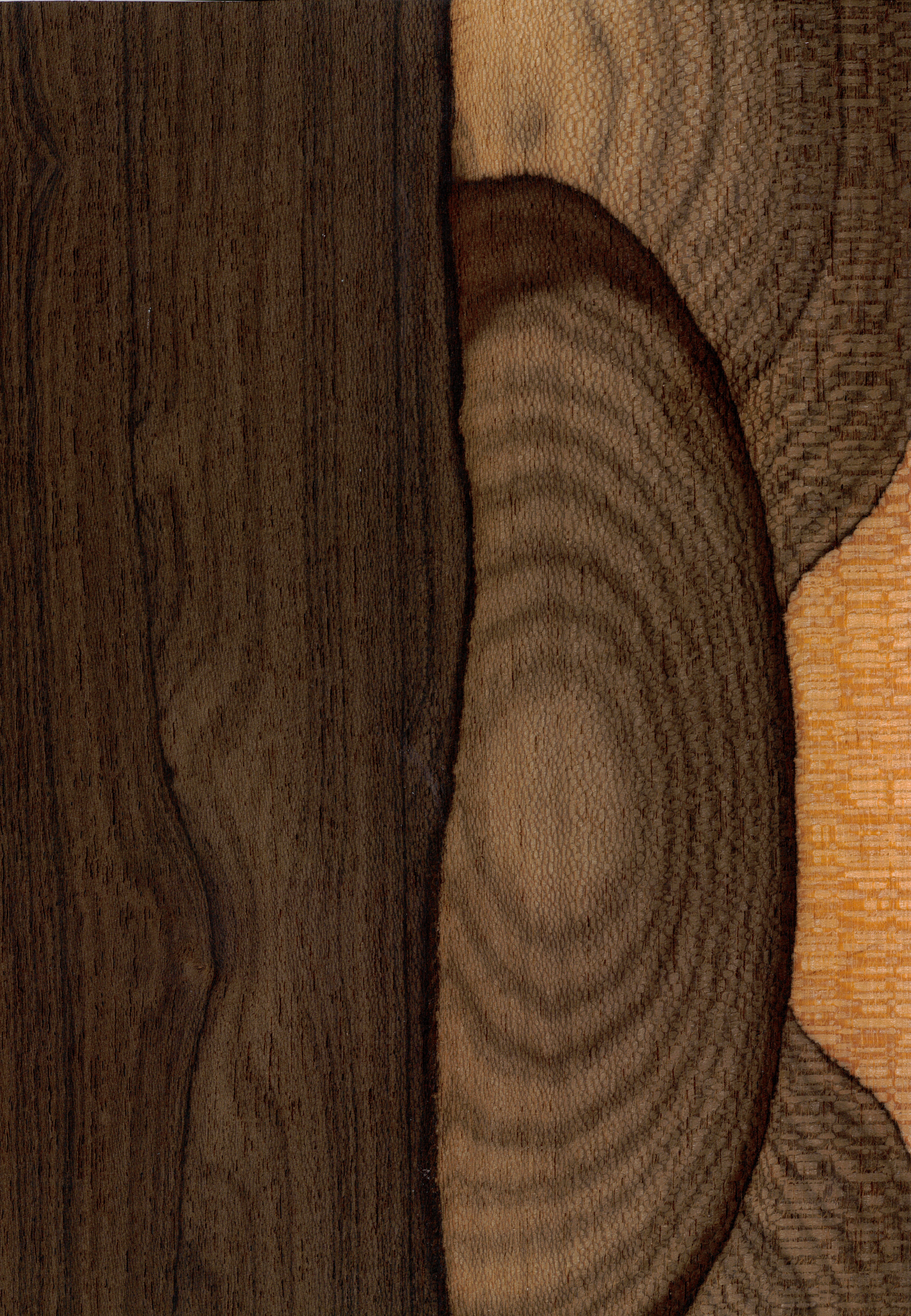
Шпон

## Распространение
Родина находится в Центральной Америке и на островах Карибского моря, растёт в Мексике (штаты Веракрус, Чьяпас, Юкатан и Кампече), Белизе, Гватемале, Гондурасе и на Кубе.

## Применение
Даёт твёрдую древесину, которую используют в первую очередь при изготовлении музыкальных инструментов.
Культивируется как плодовое дерево.